# Pisco sour
Pisco sour là món cocktail có cồn bắt nguồn từ Peru, đặc trưng trong ẩm thực Peru và Chile. Món thức uống này được đặt tên theo từ pisco, là rượu nền dùng pha chế, kèm thuật ngữ sour (vị chua), là công thức pha chế gồm có nước cốt chanh chua và thành phần chất tạo ngọt. Công thức pha chế pisco sour kiểu Peru sử dụng pisco làm rượu nền và thêm nước chanh vắt tươi, siro đường, đá viên, lòng trắng trứng và rượu đắng Angostura. Phiên bản Chile cũng tương tự, nhưng lại dùng pisco và quả chanh Pica của Chile để pha chế, không pha rượu đắng và lòng trắng trứng. Các biến thể khác của món cocktail này gồm nhiều kiểu pha chế với trái cây như dứa hoặc thực vật như lá coca.
Mặc dù pha chế đồ uống hỗn hợp bằng pisco có khả năng khởi đầu từ thập niên 1700 nhưng các sử gia và chuyên gia đồ uống đều đồng tình rằng món pisco sour ngày nay là do ông Victor Vaughen Morris, người Mỹ, phát minh vào đầu thập niên 1920 tại Lima, thủ đô Peru.  Morris rời Hoa Kỳ năm 1903 đến làm việc tại thành phố Cerro de Pasco, miền trung Peru. Năm 1916, ông khai trương quán Morris' Bar ở Lima. Quán của ông nhanh chóng trở thành địa điểm nổi tiếng dành cho tầng lớp thượng lưu Peru và người nước ngoài nói tiếng Anh. Pisco sour đã trải qua vài thay đổi đến khi Mario Bruiget, một bartender người Peru làm việc tại quán Morris' Bar, tạo nên công thức pha cocktail Peru hiện đại vào cuối thập niên 1920 bằng cách thêm rượu đắng Angostura cùng lòng trắng trứng vào hỗn hợp.
Tại Chile, nhà văn hóa dân gian Oreste Plath kết luận người phát minh món uống này là Elliot Stubb, một quản lý bếp người Anh trên con thuyền Sunshine. Năm 1872, Elliot Stubb đã trộn nước cốt chanh, siro và đá viên để tạo nên món cocktail trong quán bar tại thành phố cảng Iquique, vào thời điểm thuộc chủ quyền Peru. Bất chấp điều đó, theo nguồn tin ban đầu được Plath trích dẫn cho rằng Stubb đã phát minh ra whiskey sour - không phải pisco sour. Thông tin đề cập đến pisco sour cũ nhất được đăng trên một tạp chí từ năm 1921 cho rằng Morris mới chính là người phát minh. Năm 1924, mẩu quảng cáo giới thiệu quán Morris' Bar cũng đề cập đến món này, xuất bản trên một tờ báo ở thành phố cảng Valparaíso, Chile.
Thực khách sành uống cocktail xem pisco sour là món uống cổ điển trong ẩm thực Nam Mỹ. Pisco sour được xem là quốc tửu của cả hai nước Peru và Chile. Mỗi bên đều khẳng định quyền sở hữu loại rượu nền pha chế cocktail — pisco. Do vậy, pisco sour trở thành chủ đề quan trọng và gây tranh cãi về văn hóa đại chúng Mỹ Latinh. Hai loại pisco và hai biến thể trong phong cách chế biến pisco sour có sự khác biệt cả về cách sản xuất lẫn hương vị. Hàng năm, Peru kỷ niệm một ngày lễ quốc gia nhằm tôn vinh món cocktail này vào ngày thứ bảy đầu tiên của tháng hai.

## Tên gọi
Thuật ngữ sour dùng để đề cập đến cách pha trộn thức uống chứa gồm rượu nền (rượu whiskey ngô hoặc vài loại whiskey khác), nước cốt chanh và chất tạo ngọt.  Từ ngữ pisco đề cập đến loại rượu nền dùng để pha chế cocktail. Từ ngữ áp dụng cho đồ uống có cồn này khởi nguồn tại thành phố cảng Pisco, Peru. Trong cuốn sách Mỹ Latinh và biển Caribe, nhà sử học Olwyn Blouet và nhà địa lý chính trị Brian Blouet đã mô tả rằng ngành trồng vườn nho phát triển vào thời kỳ đầu thuộc địa Peru và nửa sau thế kỷ XVI. Thị trường rượu hình thành do nhu cầu từ các khu định cư gia tăng trên dãy Andes. Về sau, nhu cầu về rượu mạnh đã khiến thành phố Pisco và Ica lân cận thành lập nhiều nhà máy chưng cất "để chế biến rượu vang thành rượu brandy".  Rượu thành phẩm được đặt tên theo thành phố cảng, nơi chưng cất và xuất khẩu rượu.

## Lịch sử

### Nền tảng

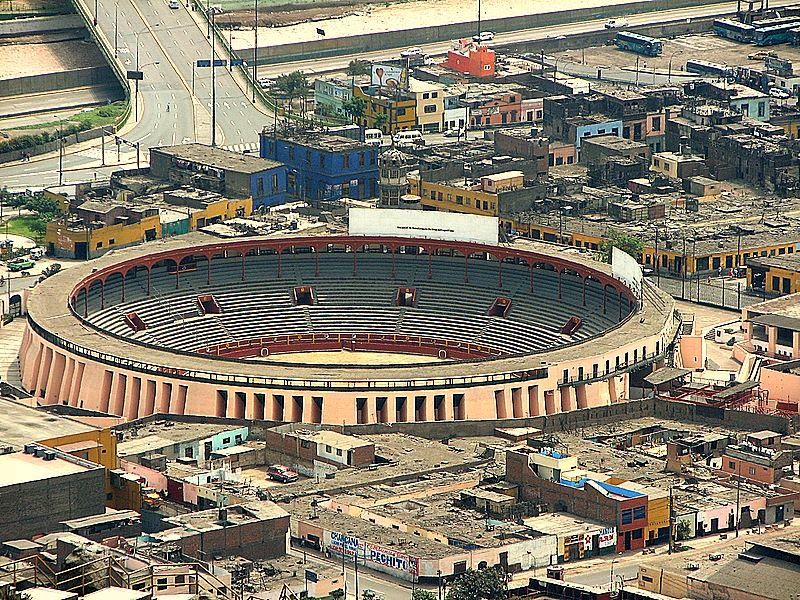
Plaza de toros de Acho (thủ đô Lima), trường đấu bò lâu đới nhất châu Mỹ, nơi từng bán thức uống tiền thân của pisco sour.

Những cây nho đầu tiên du nhập đến Peru không lâu sau khi người Tây Ban Nha chinh phục Đế quốc Inca vào thế kỷ 16. Các nhà biên niên sử Tây Ban Nha từ thời kỳ này ghi nhận hoạt động sản xuất rượu vang đầu tiên ở Nam Mỹ diễn ra tại khu đồn điền Marcahuasi ở thành phố Cuzco.  Vào thế kỷ 16 và 17, những vườn nho lớn nhất và nổi bật nhất tại châu Mỹ được thành lập ở thung lũng Ica, trung nam Peru.  Vào thập niên 1540, Bartolomé de Terrazas và Francisco de Carabantes đã trồng nhiều vườn nho ở Peru. Carabantes cũng lập nên vườn nho ở Ica, từ đó người Tây Ban Nha đến từ Andalucia và Extremadura đã đưa cây nho vào Chile.
Ngay từ thế kỷ 16, người Tây Ban Nha định cư ở Chile và Peru đã bắt đầu sản xuất rượu aguardiente được chưng cất từ nho lên men. Ít nhất là từ năm 1764, rượu aguardiente ở Peru được đặt tên "pisco" dựa theo tên cảng biển vận chuyển.  Cách dùng tên gọi "pisco" cho rượu aguardiente về sau lan truyền đến Chile. Cấp phép sản xuất và thị trường tiêu thụ pisco, hiện vẫn được sản xuất tại Peru và Chile, là chủ đề tranh chấp đang diễn ra giữa hai nước.
Theo nhà sử học Luciano Revoredo, cách pha chế dùng rượu pisco với nước chanh có từ thế kỷ 18. Ông căn cứ tuyên bố của mình dựa theo nguồn tin truy xuất từ tờ báo Mercurio Peruano viết chi tiết về lệnh cấm đồ uống có cồn ở Plaza de toros de Acho tại Lima, trường đấu bò lâu đời nhất châu Mỹ. Vào thời điểm này, các nô lệ buôn bán một thức uống được đặt tên Punche. Revoredo lập luận rằng món uống này là tiền thân của pisco punch ở California, một món uống do Duncan Nicol phát minh tại quán Bank Exchange Saloon ở San Francisco, California. Nhà nghiên cứu Nico Vera đã tìm ra công thức pha chế món punch bằng cách dùng rượu pisco, bao gồm cả lòng trắng trứng, trong sách nấu ăn Manual de Cocina a la Criolla năm 1903. Vì vậy, chuyên gia ẩm thực Duggan McDonnell cho rằng "punche hoàn toàn có khả năng là một loại 'Cocktail', dần biến thể thành pisco sour, [...] được lưu truyền khoảng một thời gian ở Lima trước khi đưa vào sách nấu ăn."

### Nguồn gốc

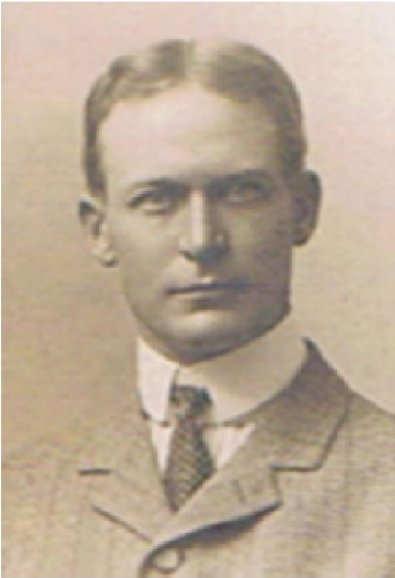
Victor Morris, người phát minh ra pisco sour

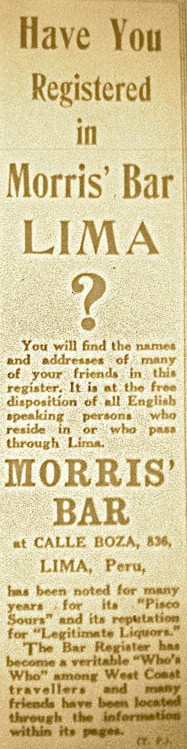
Mẩu quảng cáo quán Morris' Bar

### Lưu truyền

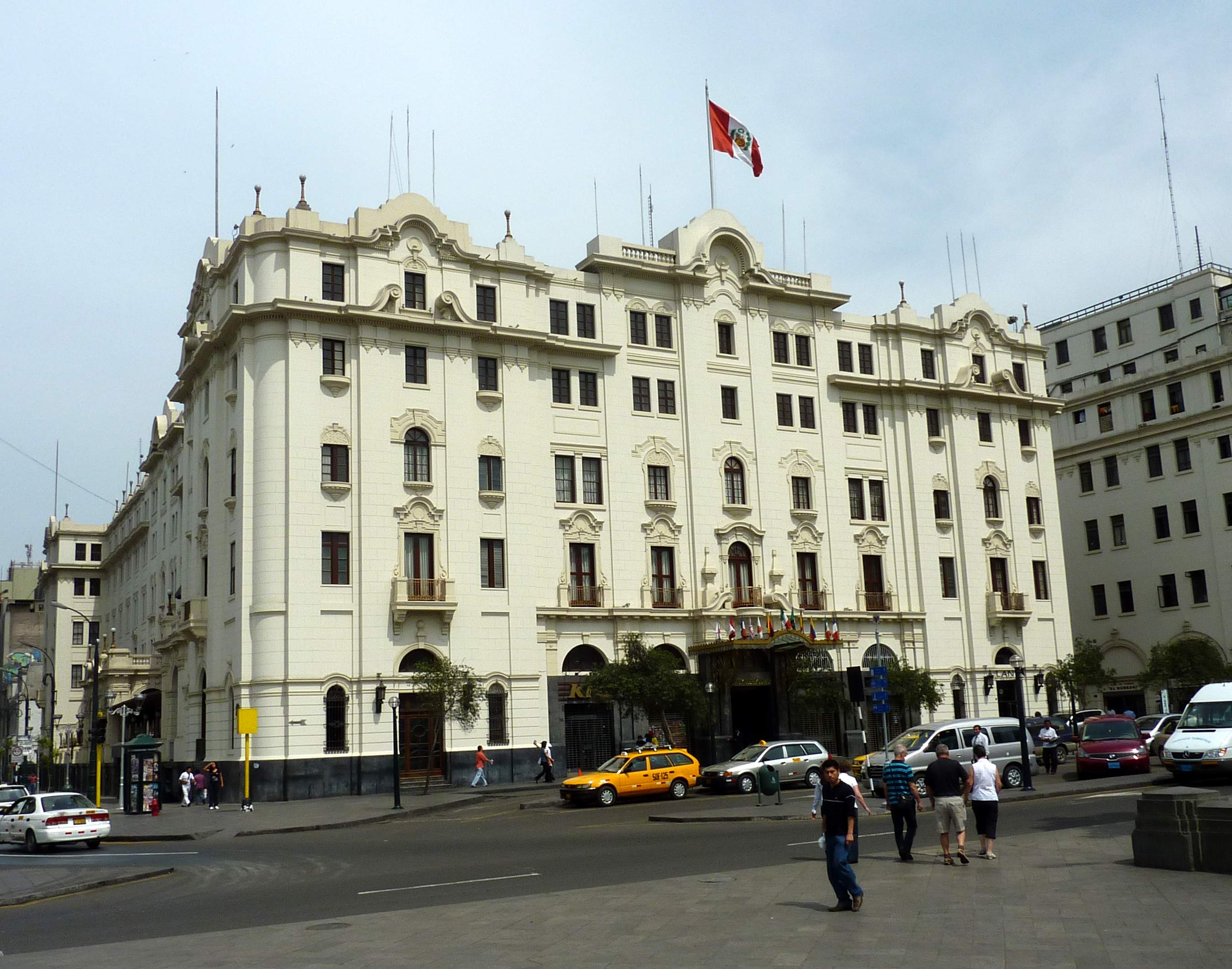
Gran Hotel Bolívar là một trong số vài khách sạn ở Lima vẫn phục vụ cocktail pisco sour kể từ lúc Morris' Bar đóng cửa.

## Cách pha chế và biến thể

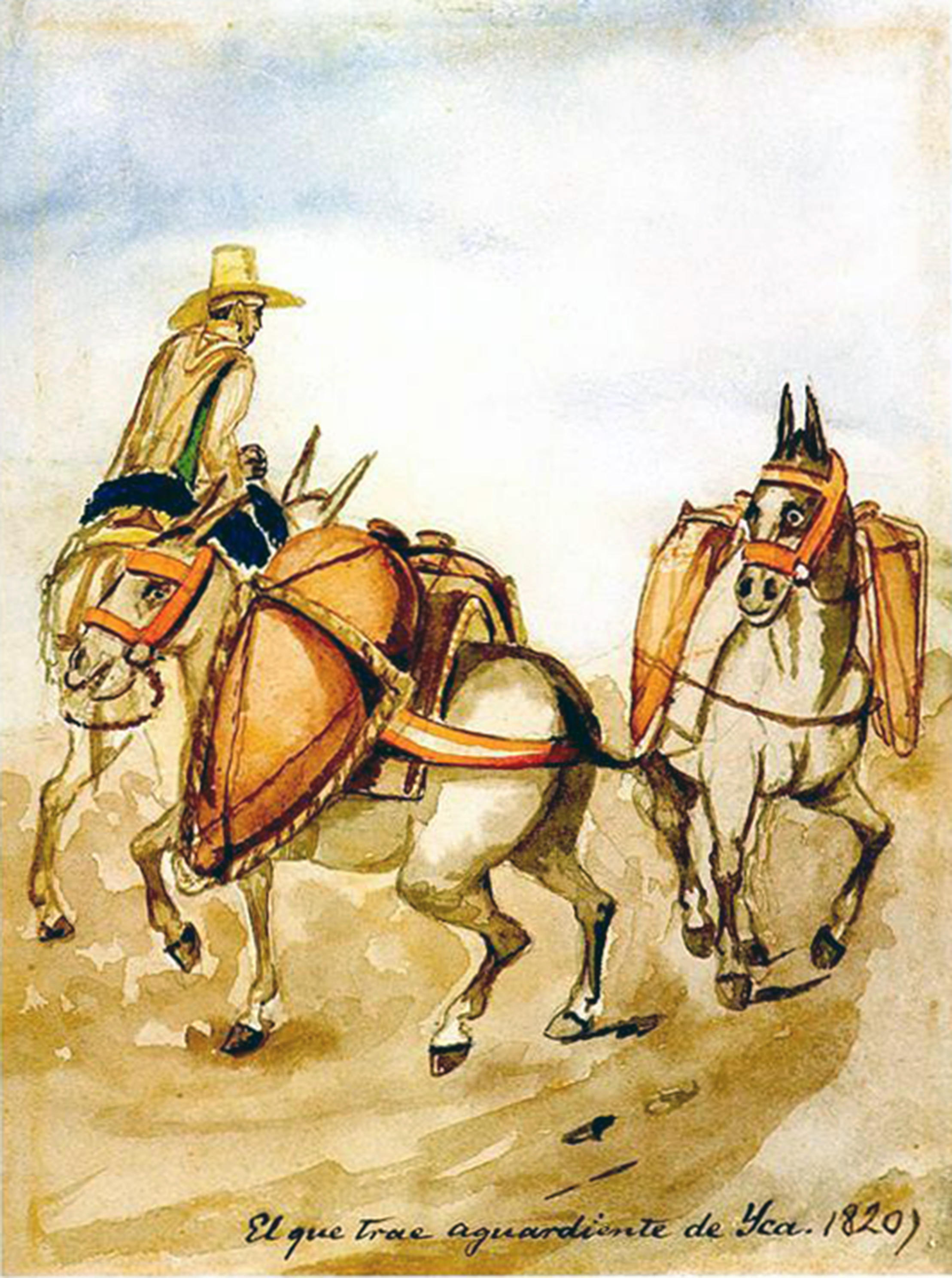
Vận chuyển pisco bằng thùng đất nung từ Ica, Peru. Tranh vẽ màu nước của họa sĩ người Afro-Peru Pancho Fierro.

## Phổ biến đại chúng

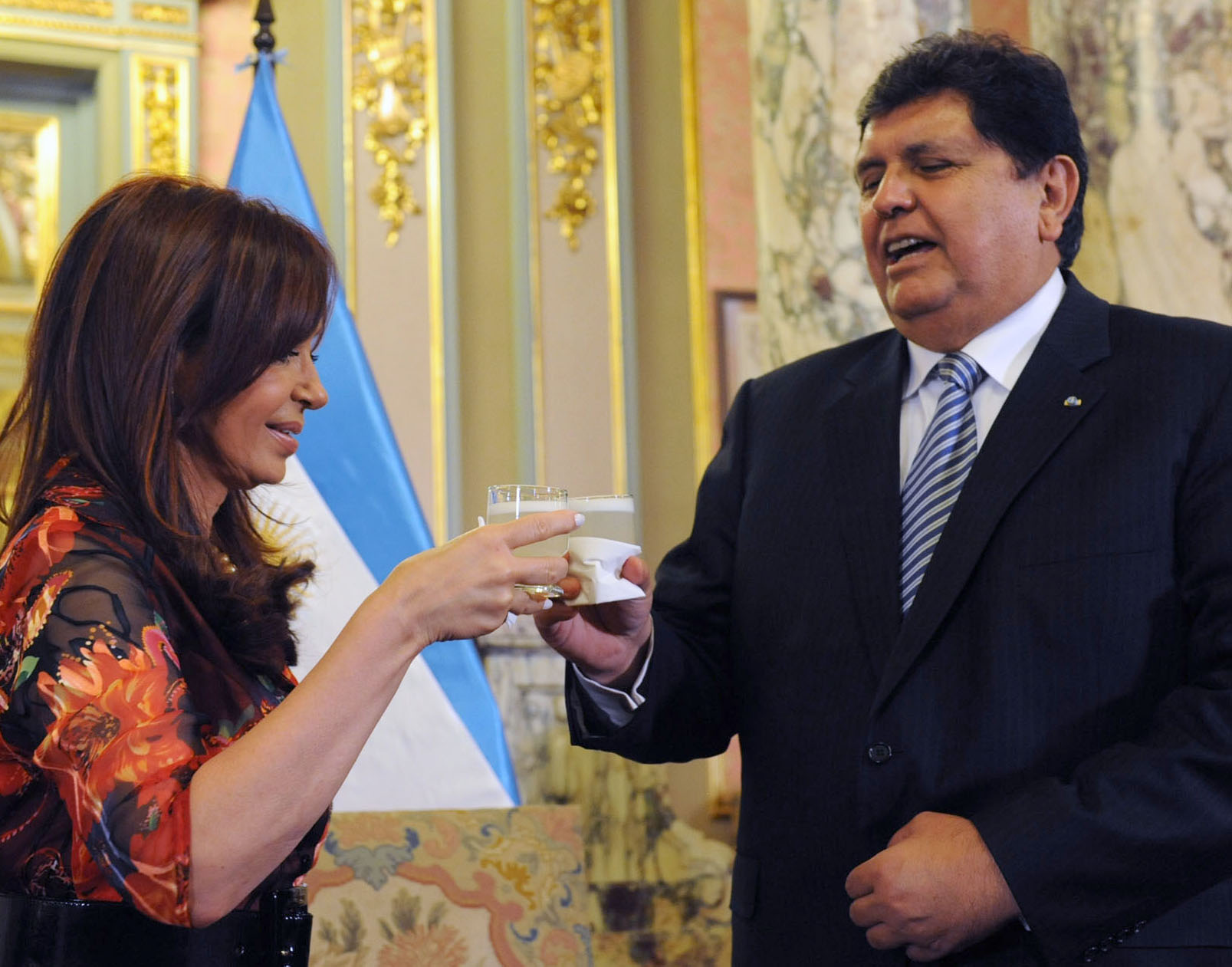
Tổng thống Argentina Cristina Fernández và tổng thống Peru Alan García nâng ly chúc mừng với món pisco sour của Peru tại Cung điện Chính phủ Peru năm 2010.